# El sexto sentido (película de 1963)
 El sexto sentido  es una película filmada en colores coproducción de Argentina y España dirigida por Enrique Carreras sobre el guion de Cirio Rosado y Andrés Pageo que se estrenó el 18 de julio de 1963 y que tuvo como protagonistas a Arturo Fernández, Mercedes Carreras, Rafael Alfonso y María Luisa Santés.

## Reparto
- Arturo Fernández
- Mercedes Carreras
- Rafael Alfonso
- María Luisa Santés
- Esteban Serrador
- Eva Guerra
- Ángel Ter
- Pilar Cansino
- Luis Miguel Dominguín

## Comentarios
Para Clarín:

”Sólo se ha buscado entretener al espectador.”

La Prensa dijo que era una:

”Comedia ingenua e intrascendente.”

Por su parte Manrupe y Portela escriben:

”…con el aburrimiento por sobre todo y alguna corrida de toros.”